# CESI (enseignement)
 (juin 2023).
Pour les articles homonymes, voir CESI.
Le CESI (anciennement centre des études supérieures industrielles), aussi connu sous le nom CESI École d'ingénieurs, est l'une des 204 écoles d'ingénieurs françaises accréditées au 1er septembre 2020 à délivrer un diplôme d'ingénieur. Il s'agit d'un groupe d'enseignement supérieur et de formation professionnelle privé français spécialisé dans la formation des ingénieurs, des cadres, des techniciens et des agents de maîtrise. 
Il existe 25 campus CESI en France : Aix-en-Provence, Angoulême, Arras, Bordeaux, Brest, Caen, Dijon, Grenoble, La Rochelle, Le Mans, Lille, Lyon, Montpellier, Nancy, Nantes, Nice, Orléans, Paris-La Défense, Paris-Nanterre, Pau, Reims, Rouen, Saint-Nazaire, Strasbourg, Toulouse.
Il existe également des écoles CESI à l'étranger : CESI Iberia en Espagne avec 2 campus (Madrid et Barcelone), CESI Algérie avec 2 campus (Alger et Oran) et CESI Cameroun avec 1 campus (Douala).

## Historique
CESI, ainsi que son école d'ingénieurs ei.CESI, ont été créés en 1958 par cinq groupes industriels : SNECMA (aujourd'hui Safran Aircraft Engines), Renault, Télémécanique, Chausson et CEM pour pallier la pénurie d’ingénieurs de production en France et permettre à leurs techniciens supérieurs et à leurs agents de maîtrise d’accéder à une fonction d’ingénieur[source insuffisante]. À l'origine, le CESI se nomme centre interentreprises de formation (CIF). En 1960 sortent les 24 premiers diplômés ingénieurs CESI, entrés deux ans plus tôt comme agents de maîtrise ou techniciens.
En 1969, le centre lance sa première formation interentreprises, intitulée Accompagnement du passage au statut de cadre, afin de faciliter l’accès à de nouvelles fonctions et la mobilité des salariés dans l’entreprise.
Depuis 1978, l'ei.CESI est habilitée par la commission des titres d'ingénieur (CTI) à délivrer le diplôme d'ingénieur CESI Puis en 1989, le CESI ouvre son premier cursus de formation d'ingénieur par alternance. Il s'agit de la première école à proposer l'apprentissage dans l'enseignement supérieur en France[réf. nécessaire]. Dès 1998, il propose ses premières formations de techniciens supérieurs.
En 2004, l'exia.CESI, l'école supérieure en informatique du CESI, est créée. L'année suivante, c'est la marque CESI Entreprises qui voit le jour. En 2006, le CESI crée son unité de recherche : laboratoire d’innovation numérique pour les entreprises et les apprentissages au service de la compétitivité des territoires (LINEACT).
Initialement une société par actions simplifiée (SAS), CESI est composé depuis 2010 de trois structures : une association loi de 1901 (CESI Association), d'une SAS regroupant les activités françaises (CESI SAS), et d'une SAS regroupant les activités étrangères (CESI International SAS) . En effet, trois filiales du Cesi sont présentes à l’international : CESI Iberia en Espagne à Madrid et Barcelone (créé en 1989), CESI Algérie à Alger et Oran (créé en 2003) et CESI Cameroun à Douala (créé en 2018),,. En 2010, CESI Certifications est créé.
En 2014, la cinquième marque est créée : CESI Alternance - école supérieure des métiers. Deux ans plus tard, l'institut supérieur des matériaux du Mans (ISMANS) intègre le groupe CESI . En 2018, le CESI devient membre de la ComUE Hesam Université .
La même année, les écoles d'ingénieurs ei.CESI et les exia.CESI fusionnent sous le nom de CESI École d'ingénieurs. 
Puis en 2022, CESI École d'ingénieurs, CESI Alternance et CESI École de Formation des Managers fusionnent sous le nom unique de CESI. À la suite de ce changement d'identité, l'établissement unique propose divers programmes de formation qui correspondent aux formations des anciennes écoles.

### Directeurs du CESI
Depuis janvier 2008 Stéphane Degrés est le directeur des campus du grand ouest, à savoir Angoulême, Brest, La Rochelle, Le Mans, Nantes et Saint-Nazaire.

Jean-Marc Ogier est le directeur général de CESI depuis le 27 janvier 2025, succédant à Vincent Cohas.
| \| Aix-en-Provence Angoulême Arras Bordeaux Brest Caen Châteauroux Dijon Grenoble La Rochelle Le Mans Lille Lyon Montpellier Nancy Paris-Nanterre Nantes Nice Orléans Paris-La Défense Pau Reims Rouen Saint-Nazaire Strasbourg Toulouse \| Les 25 campus français du CESI. |
| Aix-en-Provence Angoulême Arras Bordeaux Brest Caen Châteauroux Dijon Grenoble La Rochelle Le Mans Lille Lyon Montpellier Nancy Paris-Nanterre Nantes Nice Orléans Paris-La Défense Pau Reims Rouen Saint-Nazaire Strasbourg Toulouse                                       |

- 2025 - aujourd'hui : Jean-Marc Ogier
- 2012 - 2025 : Vincent Cohas [21]
- 2010 - 2012 : Hilaire de Chergé [22]
- 1982 - 2010 : Jacques Bahry [23]

## Formations
Le groupe CESI dispense principalement des formations par alternance (apprentissage et contrat de professionnalisation), mais aussi des formations par voie initiale et des formations continues. Les métiers préparés couvrent un panel de fonctions, de technicien supérieur à ingénieur en passant par manager, ou responsable, dans divers domaines : informatique, ressources humaines, bâtiment et travaux publics (BTP), gestion de projet, etc.

### Programme Grande École
Le CESI propose dans son programme Grande École un cycle préparatoire intégré post-bac de deux ans suivi d'un cycle ingénieur de trois ans. Les élèves doivent choisir une des 4 spécialités : généraliste, informatique, BTP, ainsi que systèmes électriques et électroniques embarqués. À l'issue des 5 ans, l'école délivre un diplôme d'ingénieur habilité par la commission des titres d'ingénieur (CTI), qui confère le grade d'ingénieur (bac+5).
Ce programme correspond aux anciennes ei.CESI et exia.CESI. 

### Programme Grade de licence
Le programme Grade de licence consiste en 4 bachelors, des diplômes d'établissement délivrés hors du système universitaire. Les spécialités sont : BTP, intelligence artificielle, maintenance & data et intelligence artificielle dans le domaine de la santé. Ils sont accrédités par la CTI et confèrent le grade de  licence (bac+3).

### Programme Professionnel supérieur
Ce programme délivre plusieurs titres RNCP de niveau bac+2, bac+3 et bac+5 dans les domaines suivants : informatique, génie industriel, BTP et ressources humaines,,.

### Programme mastère spécialisé
Le CESI propose neuf cursus de mastères spécialisés, des diplômes d'établissement délivrés hors du système universitaire, dans quatre domaines différents :  informatique, BTP, génie industriel et management.

### Programme Doctoral
Des doctorats sont réalisés au sein du laboratoire du CESI : le laboratoire d'innovation numérique pour les entreprises et les apprentissages au service de la compétitivité des territoires (LINEACT). Les doctorants sont inscrits dans l'école doctorale sciences des métiers de l'ingénieur (ED SMI - 432) et le diplôme est délivré par une des universités de la ComUE Hesam Université.

### Programme Executive
Le programme Executive propose des formations par la voie continue aux salariés et demandeurs d'emploi : diplôme d'ingénieur accrédité par la CTI,, mastère spécialisé, formations longues offrant des titres RNCP ou modules courts.

### Programmes Passerelles
Ce programme concernent des diplômes passerelles, obtenables par validation des acquis de l'expérience (VAE). Le bachelor passerelle ingénieur·e est une formation permettant de préparer le concours d'entrée en école d'ingénieurs CESI et d'obtenir un titre RNCP de niveau 6 (ne confère pas de grade de licence). 
Il est également possible d'obtenir un titre d'ingénieur diplômé de l'État (IDPE), accrédité par la CTI,.

### Programmes pour internationaux
Les programmes pour internationaux regroupent différentes formations adressées aux étudiants étrangers, comme des formations d'ingénieur en anglais ou des écoles d'été,. Ils ont également la possibilité d'intégrer les formations d'ingénieurs CESI ainsi que les mastères spécialisés,.

### ISMANS — Groupe CESI

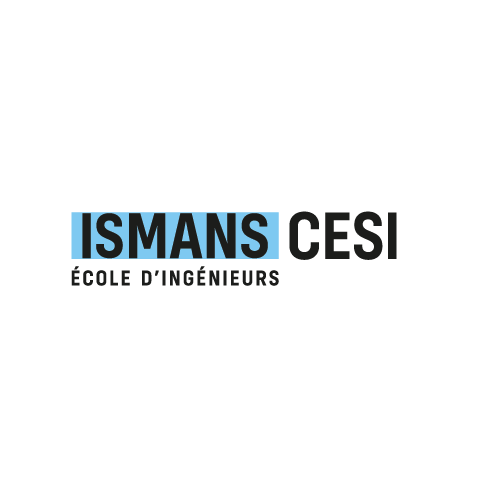
Logo de l'ISMANS Groupe CESI.

L'institut supérieur des matériaux du Mans (ISMANS) est une école d'ingénieurs consulaire post-bac, située au Mans, membre du groupe CESI et habilitée par la commission des titres d'ingénieur . La formation de cinq ans se divise en deux cycles : un cycle préparatoire intégré de deux ans ainsi que d'un cycle ingénieur de trois ans. En 2018, l'école est constituée 185 étudiants, dont 10 en formation continue. 12 % d'entre-eux sont des filles. 29 ont été diplômés cette année-là .

## Recherche
Le CESI est doté d'un laboratoire de recherche, le laboratoire d'innovation numérique pour les entreprises et les apprentissages au service de la compétitivité des territoires (LINEACT). Il est doté en 2017 de 42 enseignants-chercheurs et 10 doctorants, répartis sur 15 sites, eux-mêmes regroupés en 6 régions : Arras et Rouen pour la région Nord-Ouest, Nancy, Reims et Strasbourg pour la région Est, Saint-Nazaire, La Rochelle et Angoulême pour la région Ouest, Lyon pour la région Sud-Est, Bordeaux, Pau, Toulouse et Montpellier pour la région Sud-Ouest, Orléans et Nanterre pour la région Ile-de-France .